# Caenopedina otagoensis
Caenopedina otagoensis is een zee-egel uit de familie Pedinidae.
De wetenschappelijke naam van de soort werd in 1968 gepubliceerd door Donald George McKnight.